# Râul Aporliget
Râul Aporliget este un curs de apă, afluent al râului Crasna. 